# 池田大伍

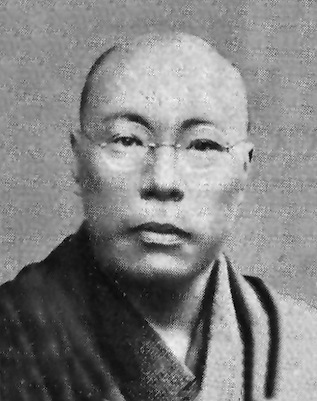
池田大伍

池田 大伍（いけだ だいご、1885年（明治18年）9月6日 - 1942年（昭和17年）1月8日）は、歌舞伎の劇作家、劇評家、翻訳家。甥は池田弥三郎。

## 生涯
池田鉸三郎・乃婦の次男に生まれた。家は幕末から続く銀座の天ぷら屋「天金」で、兄が金太郎、本人の幼名が銀次郎だった。1891年から私塾の鍋町小学校に通い、公立の麹町小学校を卒業した。その後商工中学を経て、1907年早稲田大学英文科を卒業した。東京毎日新聞の劇評を2年書いた後、1911年（明治44年）、坪内逍遙らの文芸協会の演芸主事となった。1913年（大正2年）の文芸協会解散後は、東儀鉄笛・土肥春曙らと劇団「無名会」を組織し、翌1914年、第一作『滝口時頼』を上演した。1915年に無名会が解散すると、二代目市川左團次を囲む「七草会」の会員となり、松居松翁、岡本綺堂、小山内薫、永井荷風らと交わる。1928年、二児をもうけた妻あさを喪った。同年、二代目市川左團次のソ連公演の際は文芸部長として同行し、後にドイツ・フランス・イタリアへ演劇巡礼を共にした。帰国後は、中国文学の研究を進め、元曲の翻訳などを手がけた。1930年に再婚。
1940年に早稲田大学が着手した『演劇百科大事典』の編纂に携わっていたが、1942年、風邪から急性肺炎を併発して急逝した。
没後、30年以上経って刊行された『元曲五種』（1975年刊行）は、吉川幸次郎がその正確さと滑らかさに驚く出来だった。

## 業績

### 台本の初演の記録（抄）
外題、演者、劇場、初演年次の順で、列記する。
- 『滝口時頼』、無名会第2回、帝国劇場（1914年3月）
- 『親友』（唯一の現代劇）、無名会第7回、有楽座（1915年3月）
- 『茨木屋幸斎』、無名会第8回、有楽座（1915年5月）
- 『一時の賭』、無名会第8回、有楽座（1915年5月）
- 『共益貯金』、無名会、有楽座（1915年10月）
- 『慧春尼行状』、無名会、有楽座（1916年1月）
- 『西郷と豚姫』、無名会、有楽座（1917年5月）
- 『名月八幡祭』、二代目市川左団次・四代目沢村源之助・六代目市川寿美蔵、歌舞伎座（1918年8月）
- 『佐倉新絵巻』、二代目市川左団次、市村座（1921年11月）
- 『根岸の一夜』、十三代目守田勘弥、帝国劇場（1922年10月）
- 『月佳夏夜話』、二代目市川左団次、明治座（1923年6月）
- 『妖婦』、七代目松本幸四郎、帝国劇場（1924年）
- 『男達ばやり』、二代目左団次・松本幸四郎、歌舞伎座（1926年5月）

### 近年出版された文業
国会図書館が保管している著作目録は、同館のNDL-OPAC検索で一覧出来るものの、ほとんどが古い。近年出版された文業のみ、以下に記す。
- 『男達ばやり』（「東京創元社 名作歌舞伎全集 第20巻（1969）」に収録）
- 『西郷と豚姫』（「東京創元社 名作歌舞伎全集 第25巻（1971）」に収録）
- （訳書）関漢卿・谷子敬・武漢臣ほか：『元曲五種』、平凡社 東洋文庫（1975）